# William Petzäll
William Nils Erich Petzäll, född 26 augusti 1988 i Filipstads församling i Värmlands län, död 1 september 2012 i Varbergs församling i Hallands län, var en svensk politiker (partilös 2011–2012, tidigare sverigedemokrat), som var ordinarie riksdagsledamot 2010–2012, invald för Sverigedemokraterna för Dalarnas läns valkrets. Han var ordförande för Sverigedemokratisk Ungdom 2010–2011.
Den 26 september 2011 lämnade han Sverigedemokraterna, blev politisk vilde och saknade därmed partibeteckning i riksdagen. Han var fram till utträdet anställd på heltid som utskottsledare för Sverigedemokraternas invandringspolitiska programkommission och pressekreterare.
Han hittades död i en lägenhet i Varberg på eftermiddagen den 1 september 2012.

## Politisk karriär
Petzäll var ledamot av kommunfullmäktige i Borås kommun från 2007 till 2010. År 2006 var Petzäll, då knappt 18 år och en månad gammal, toppnamnet på Sverigedemokraternas kommunfullmäktigelista i Borås. På grund av fler personvalskryss blev det dock Christoffer Hedelin (12,8 procent mot Petzälls 8,4 procent) som valdes in på partiets enda mandat i fullmäktige. Petzäll övertog fullmäktigeplatsen när Hedelin avsade sig den 2007. Petzäll omvaldes som kommunfullmäktig i valet 2010; han personvaldes med över 24 procent av partiets röster i Borås. Han avsade sig dock platsen en kort tid efter valet, med hänvisning till svårigheter att kombinera fullmäktigeuppdraget med sitt riksdagsuppdrag.

### Riksdagsledamot
I riksdagsvalet 2010 stod Petzäll på 13:e plats på Sverigedemokraternas rikstäckande valsedel, men i praktiken på 12:e plats efter att Sten Andersson (9:e plats) hade avlidit strax före valet. I valrörelsen fokuserade Petzäll på invandringspolitiska frågor. Petzäll valdes in på ett mandat från Dalarnas läns valkrets, snarare än från hemvalkretsen Västra Götalands läns södra, där han fick 4,9 procent personvalsröster (410 stycken). Petzäll blev invald som suppleant i flera riksdagsutskott.
Petzäll var en av fyra sverigedemokrater som följdes i den dokumentär om Sverigedemokraternas valrörelse, Sverigedemokraterna – vägen till riksdagen, som Sveriges Television sände i november 2010.

#### Paus från riksdagsarbetet
Efter att han omhändertagits av polisen för fylleri den 6 februari 2011 gjorde Petzäll uppehåll i riksdagsarbetet. Den 25 mars 2011 återvände Petzäll till politiken efter en tid på ett behandlingshem.

#### Politisk vilde
Efter ett återfall i missbruk följde Petzälls avhopp från Sverigedemokraterna 26 september 2011. Petzäll avsåg att stanna kvar i riksdagen som politisk vilde. Han uppgav att han som sådan önskade arbeta med beroendefrågor i riksdagen. Han avsade sig samtliga uppdrag han hade i riksdagens utskott, EU-nämnd, valberedning och ledamotsrådet.

## Drogmissbruk och död
Petzäll började tidigt missbruka alkohol och fick antabus redan som 17-åring; han hamnade i tillnyktringscell flera gånger under uppväxten. I sitt politiska arbete upplevde han stress och hade svårt att sova, varför han fick insomningstabletter. Efter ett knivhot led han av ångest. Han fick då ett stort antal starka lugnande bensodiazepin-tabletter. Med tiden utvecklade han ett svårt blandmissbruk. Han talade öppet om problemet och hävdade att han i sin politik fokuserade på just narkotikarehabilitering och utgick från egna erfarenheter. Petzäll hade även tät kontakt med Svenska Brukarföreningen. Petzäll kom inte i kontakt med läkare specialiserad på beroendeproblematik. Han och hans familj försökte få in honom i så kallad LARO-behandling (Läkemedelsassisterad Rehabilitering vid Opiatberoende), där man använder sig av metadon eller subutex. Under denna tid självmedicinerade han med preparat som han köpte svart.
I september 2012 hittades Petzäll död i sin mors lägenhet efter en överdos; han hade tagit stora mängder av bensodiazepinen Iktorivil, men även Lyrica och små doser av morfin. Familj och vänner menar att dödsfallet skedde på grund av att Petzäll ej fick den missbruksvård han enligt dem behövt. Han är begravd på Östra kyrkogården i Varberg.

## Kontroverser
Petzäll var med på Sverigedemokratisk Ungdoms konferensresa till Tallinn – uppmärksammad i radioprogrammet Kaliber våren 2009 – där han deltog i sjungandet av bland annat låtar av Fyrdung och Svensk Ungdoms Sverige har fallit. Man sjöng även en tonsatt version av den svenske nazisten Sven Olov Lindholms dikt Friheten Leve. Petzäll sade senare att han inte ställde sig bakom låtarna utan ironiserade över dem.